# Didemnum helgolandicum
Didemnum helgolandicum är en sjöpungsart som beskrevs av Wilhelm Michaelsen 1921. Didemnum helgolandicum ingår i släktet Didemnum och familjen Didemnidae. Inga underarter finns listade i Catalogue of Life.